# Tobias Wolf (rövidpályás gyorskorcsolyázó)
Tobias Wolf (Feldbach, Stájerország, 2004. november 7. –) osztrák rövidpályás gyorskorcsolyázó, ifjúsági olimpikon.

## Élete
2020 elején – 15 évesen – tagja volt a Lausanne-ban rendezett téli ifjúsági olimpián szereplő osztrák csapatnak, és ahol a fiúk 1000 méteres távját a 27. helyen zárta, míg az 500 méteres viadal fináléját a 25. helyen fejezte be. Az olaszországi Bormióban rendezett junior világbajnokságon (január végén) 500, 1000 és 1500 méteren állt rajthoz, ahol a középmezőny végén (a 46., az 51., illetve a 48. helyen) végzett.